# Сомалийско-туркменские отношения
Сомалийско-туркменские отношения — двусторонние дипломатические отношения между Сомали и Туркменистаном. Сомали представляет свои интересы в Туркменистане через своё посольство в Анкаре, Турция.

## История
Дипломатические отношения между Федеративной Республикой Сомали и Туркменистаном были установлены 4 ноября 2019 года путём подписания протокола.
17 февраля 2020 года в министерстве иностранных дел и в Меджлисе Туркменистана состоялись встречи с Чрезвычайным и Полномочным послом Федеративной Республики Сомали в Туркменистане (с резиденцией в Анкаре) Джамой Абдуллахи Мухаммедом. В тот же день новый посол вручил верительные грамоты председателю Междлиса Гульшат Маммедовой. В начале встречи она поздравила дипломата с назначением и пожелала успехов в укреплении сотрудничества между Туркменистаном и Сомали.
Вручив копии своих верительных грамот, посол поблагодарил туркменскую сторону за поздравления в связи с назначением на высокий дипломатический пост и наилучшие пожелания в адрес народа Сомали. После тёплого взаимного приветствия стороны выразили заинтересованность в установлении долгосрочного сотрудничества в различных областях, представляющих взаимный интерес, между Туркменистаном и Сомали. Было отмечено, что визиты на высоком уровне, а также сотрудничество между внешнеполитическими ведомствами двух стран играют важную роль в развитии двусторонних отношений.
Дипломаты подчеркнули положительный опыт сотрудничества, особенно в рамках международных организаций, таких как ООН. Таким образом, Джама Абдуллахи Мохамед стал первым послом Сомали в Туркменистане спустя 4 месяца с момента установления дипотношений между странами.